# Sally Yeh
Sally Yeh Chien-wen (Taipei, 30 september 1961) (jiaxiang: Guangdong, Zhongshan) is een Chinees-Canadese actrice en cantopopzangeres. Ze is opgegroeid in Canada en heeft Hongkongse ouders. In 1980 ging ze naar Hongkong om te beginnen met zingen. Yip is in 1996 getrouwd met de beroemde Hongkongse cantopopzanger George Lam Chi-Cheung. Ze is de enige Hongkongse zangeres die vier keer de prijs Hong Kong Best Female Singer award kreeg. Yip spreekt Standaardkantonees, Standaardmandarijn en Engels.
- Bibsys: 8010816
- Biblioteca Nacional de España: XX4847662
- Bibliothèque nationale de France: cb14240667t (data)
- Gemeinsame Normdatei: 1152330837
- International Standard Name Identifier: 0000 0001 1450 2413
- Library of Congress Control Number: no2006022768
- MusicBrainz: 07d063ec-9ce6-4ab0-991f-9a639b24547b
- Nationale Bibliotheek van Tsjechië: pna2007370922
- Nederlandse Thesaurus van Auteursnamen: 279896298
- SNAC: w6xs6r1z
- Système universitaire de documentation: 067254241
- Virtual International Authority File: 85112470
- WorldCat: E39PBJpDRbPR4HQHd3WqdHrpfq